# 復興號列車
復興號列車，通稱復興號，是臺鐵的鐵路客車車種之一，為次於自強號列車、莒光號列車的第三級客車車種，1980年7月6日以「復興號」之名開始營運，較晚編成的區間車即與復興號同級。後因臺鐵簡化車種，於2022年3月29日退出正班車營運。

## 歷史
1970年代後期，台鐵自從辦理鐵路電氣化工程後由於投資甚鉅，對車輛的補充未能大量進行，為了避免鐵路電氣化完成後有路無車將會影響電氣化整體經濟效益，因此1979年度預算送交臺灣省議會審查時，台鐵提出了200輛客車購車計畫。
最初台鐵規畫是80輛車為莒光號、其餘120車為對號快車或光華號的無空調車廂，其中80輛莒光號優先辦理採購（即10,000型莒光號），其餘120輛部份臺灣省政府裁示請台鐵再行檢討呈報。後來台鐵考量當時公路客運的冷氣車已開始流行，因此決定將既有無空調之「對號快車」提升為「冷氣對號車」，遂將其餘的120輛車改為購買冷氣對號車（即20,000型復興號）。
整個200輛購車案中有美國巴德公司和唐榮鐵工廠報價，巴德公司提案為不銹鋼車體，唐榮則提出碳鋼車體與不銹鋼車體（與日本ALNA技術合作）兩種，因為巴德公司要求實際付款時要對簽約時的漲價指數加價，加上配合上級指示國車國造的政策，決定由唐榮承包200輛的購車案。
1980年4月底台鐵為了讓冷氣對號車能趕上暑假營運，要求唐榮暫停製造莒光號用車，讓冷氣對號車提早進入產線並趕工，原定6月開始交車，但因備料不及仍延誤，直到7月中旬首批15輛臺製冷氣對號車廂才完工，7月16日台鐵使用這批新造冷氣對號車廂與內裝較高級的舊莒光號車廂混合編組於台北－花蓮間及台北－高雄間各試開4列次（39次、44次、15次與6次）列車。
這批15輛車內裝與日本製莒光號相似，每車廂座椅配置上多出4至8個（莒光號52個座位，冷氣對號車60個座位；設有車掌室爲44個座位。冷氣對號車48個座位）。新製冷氣對號快車剛出廠時，台鐵沒有單獨命名，只是在車票上以「莒光特快附掛對號」標示，並在車票加印紅線。外觀上，該批新車與新莒光號一樣的塗裝，車身繪有兩條白線（莒光號車身繪有一條白線），稱為莒光號附掛的「冷氣對號」，在1981年的3月1日這些冷氣對號車改稱為復興號，因當時仍附掛在莒光號列車上，因此列車又稱為莒興號，與莒光號相同，皆為電力機車或柴電機車牽引。
1981年的「莒興號」列車或稍早附掛有「冷氣對號特快」之莒光號，台鐵原先參閱國外及日治時期票價規劃，欲實施推廣同一列車依車廂內裝與客座位大小，分為兩種等級並收取不同乘車票價，因爲此觀念推廣不易管理也不方便，乘客經常搞不清楚乘坐車廂，乘務員要用更多時間解釋，因此很快地取消「莒興號」此一措施，同年7月1日起復興號列車獨立，開行2列西部幹線直達復興號，7月16日再加駛2列復興號。至12月28日唐榮鐵工廠製120輛空調車廂大部分完工後，正式獨立「復興號」車種，另施行獨立票價。
1985年，因客運量成長且復興號車輛不足，故用舊車更新的名義，由唐榮鐵工廠更新造出35SPK2200、35SPK2150、35SPK20200、35SPK21200型復興號車廂（前2型名義上為更新車，後2型名義上為新造車），這型更新車的最大特點是車內貫通門為自動門，空調機安裝於車頂，並於車廂兩端均設置車門，便利旅客上下車，這是台鐵車廂中首次將空調機安裝於車頂。塗裝上為了和莒光號區分變更為天藍色與白色塗裝，之後舊有落地冷氣式單端門車型亦跟進從原本橘色雙白線更改為天藍與白色。
1994年，因空調車廂不足，而將原使用於對號快車、平快車的35SPK32700型無空調車廂中挑選50輛加裝空調後編組為復興號營運，因該批改造車大多行駛原先平快車的班次，座椅並未改裝（沿用原對號特快／平快車時代的旋轉椅，不能調整椅背傾斜度），未供應茶水且無廣播，後經行政院公平交易委員會裁定改回冷氣平快車票價收費。因此台鐵未再增加復興號客車車廂。
2006年11月1日起台鐵調整列車等級，新增「區間快車」及「區間車」。部分區間快車班次由復興號車廂行駛，亦有部分係由原復興號班次改為區間快車。屏東線的各站停車復興號班次改稱區間車。
2007年台鐵EMU700型電聯車引進後，由莒光號車廂和復興號車廂行駛的區間快車由該型電聯車取代行駛，原宜蘭線的復興號班次全部改為EMU700行駛區間快車。
2008年5月15日大改點後，復興號重新行駛南迴線及臺東線的班次（175次—180次），縱貫線班次則不再經過山線。
2009年6月16日大改點後，臺東線的班次改為加班班次才出現。
2010年12月22日大改點後復興號退出西部幹線和南迴線，原車廂轉用於東部幹線增開宜蘭－花蓮間對號區間快班次（170、171次，採每日行駛的加班車，時刻查詢系統仍顯示為「復興」），以及臺東-花蓮和和平－花蓮間的區間列車。在連續假日時，增開花蓮－樹林691次加班車。
2015年起連假加班對號區間快車均改稱為復興號，以EMU800或EMU700行駛，時刻表上註明「使用區間車編組」。
2022年3月29日改點後，原復興號605次、611次、642次班次全數改成以EMU900及EMU500行駛之區間快班次，691班次則改為DMU自強號。北迴線復興號停駛後，僅保留部分復興號客車持續運用於南迴線區間車。
2022年12月28日起，最後仍使用復興號客車編組營運的3501、3513、3514、3522班次南迴線區間車，改為EMU900行駛的班次，以及722、727班次莒光號行駛，至此復興號客車完全退出正班車營運行列。
2023年10月9日、10日，為紓解高鐵自由座乘客旅運需求，台鐵宣布加開12列次列車，其中彰化－南港（上行）為EMU900行駛的「復興號」，全車自由座，每列次總量管制1000人，除了為退出營運後罕見以復興號名義行駛外，也與以往連假加班對號區間快車有所不同。

## 特色
基本車體設計與莒光號相同，但相較於莒光號的52座配置，復興號車廂則為60座，座椅間距較窄，且座椅與窗戶的排列不協調 （窗戶應比照莒光號餐車35DC32850型之設計為妥），有不少座位正在柱子旁。甚至有未加裝廁所，塞入64座的車輛。
在屏東線尚有行駛普快車之時期，有時會將復興號車廂與冷氣平快連掛的編組行駛，乘客可自由選擇乘坐復興號車廂或冷氣平快車廂。

## 圖片集

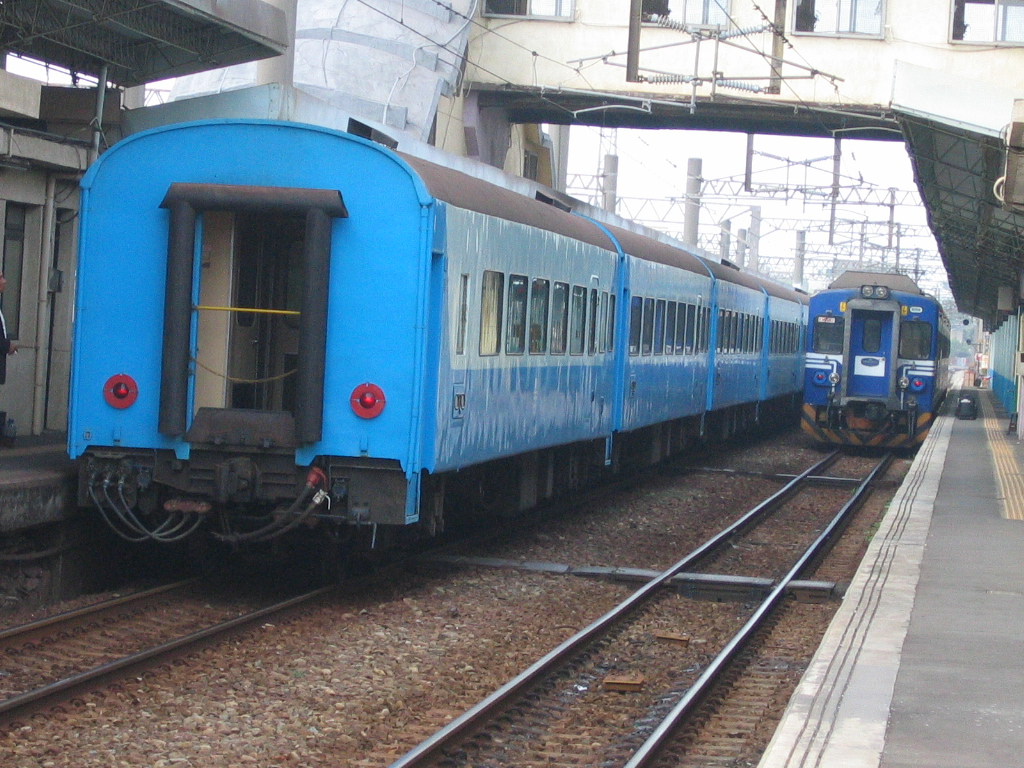
復興號及區間車EMU500
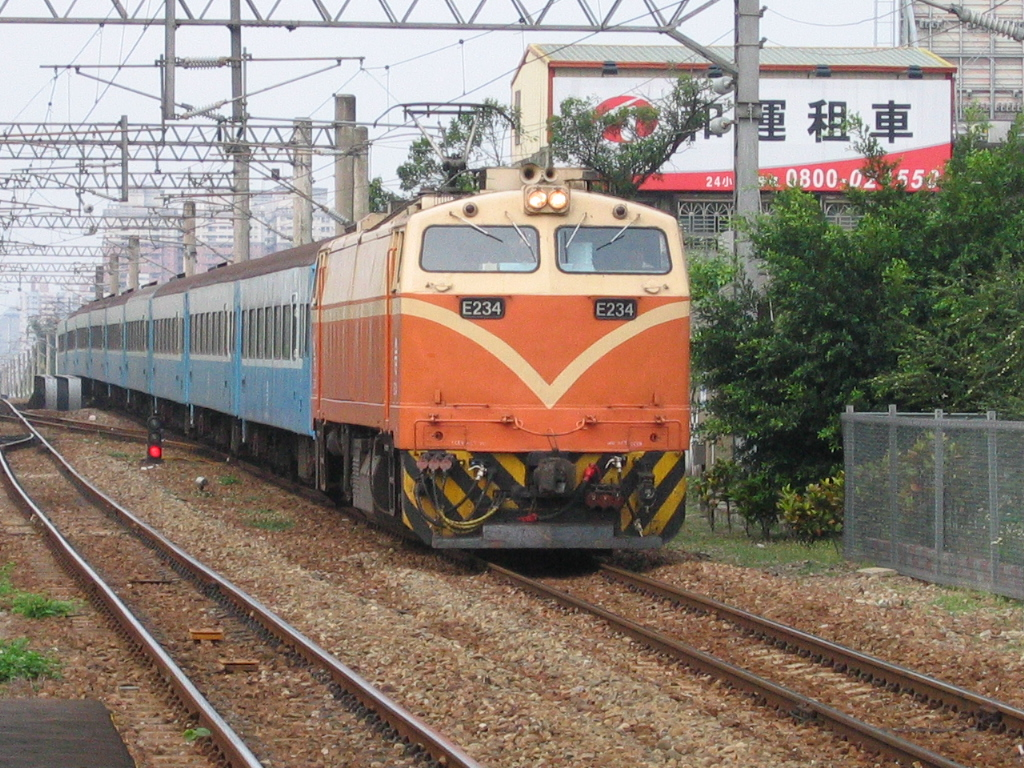
復興號行經舊台中車站南端
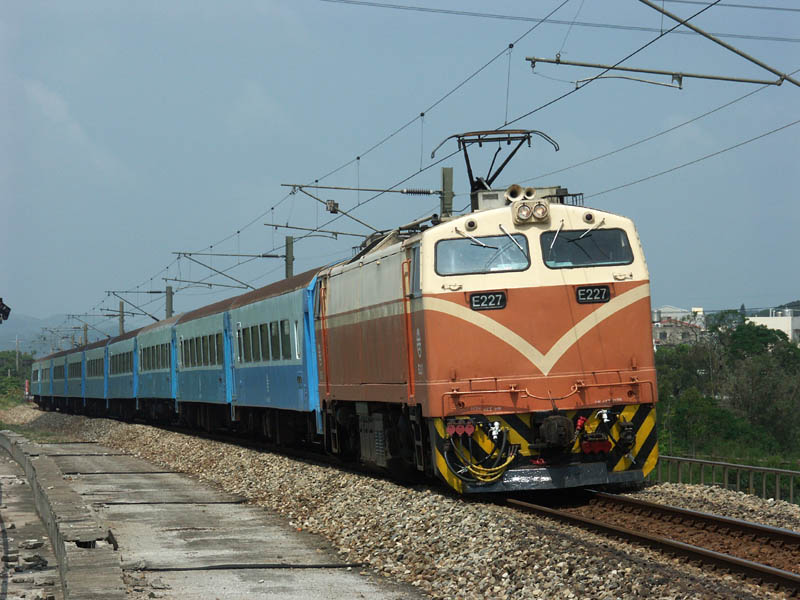
電力機車牽引的復興號
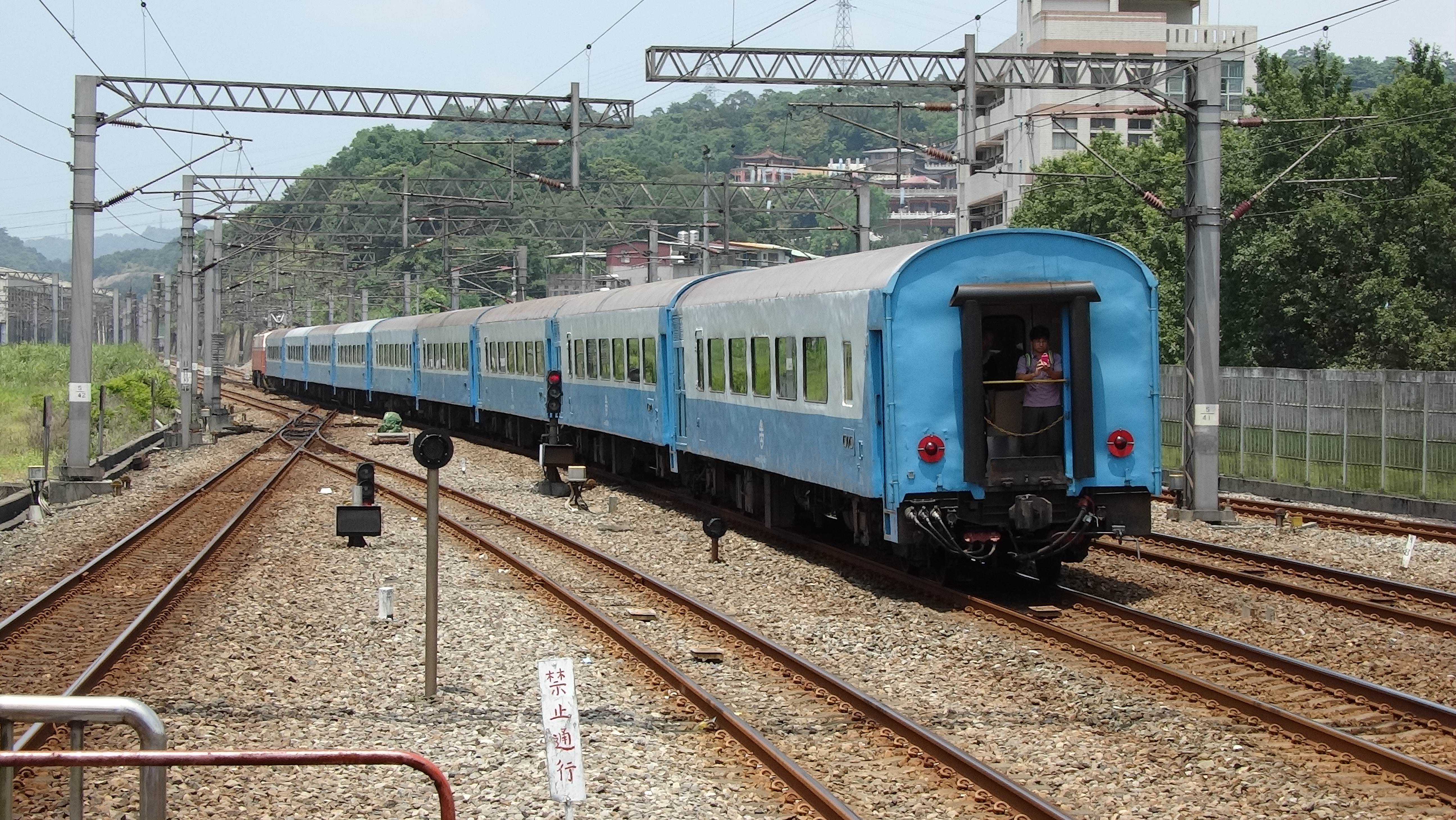
通過七堵車站的復興號
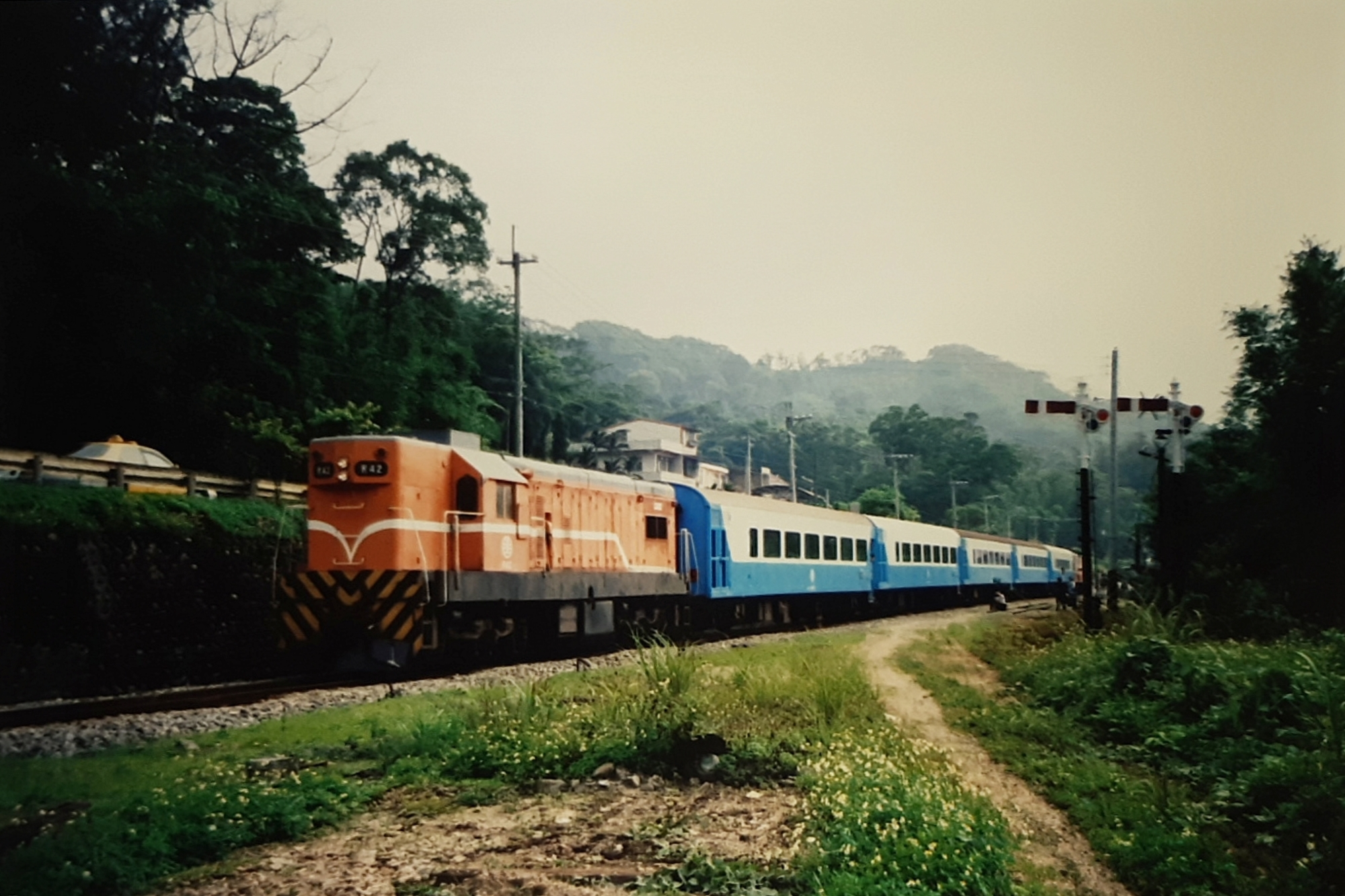
內灣線復興號從合興站開車（現已停駛）
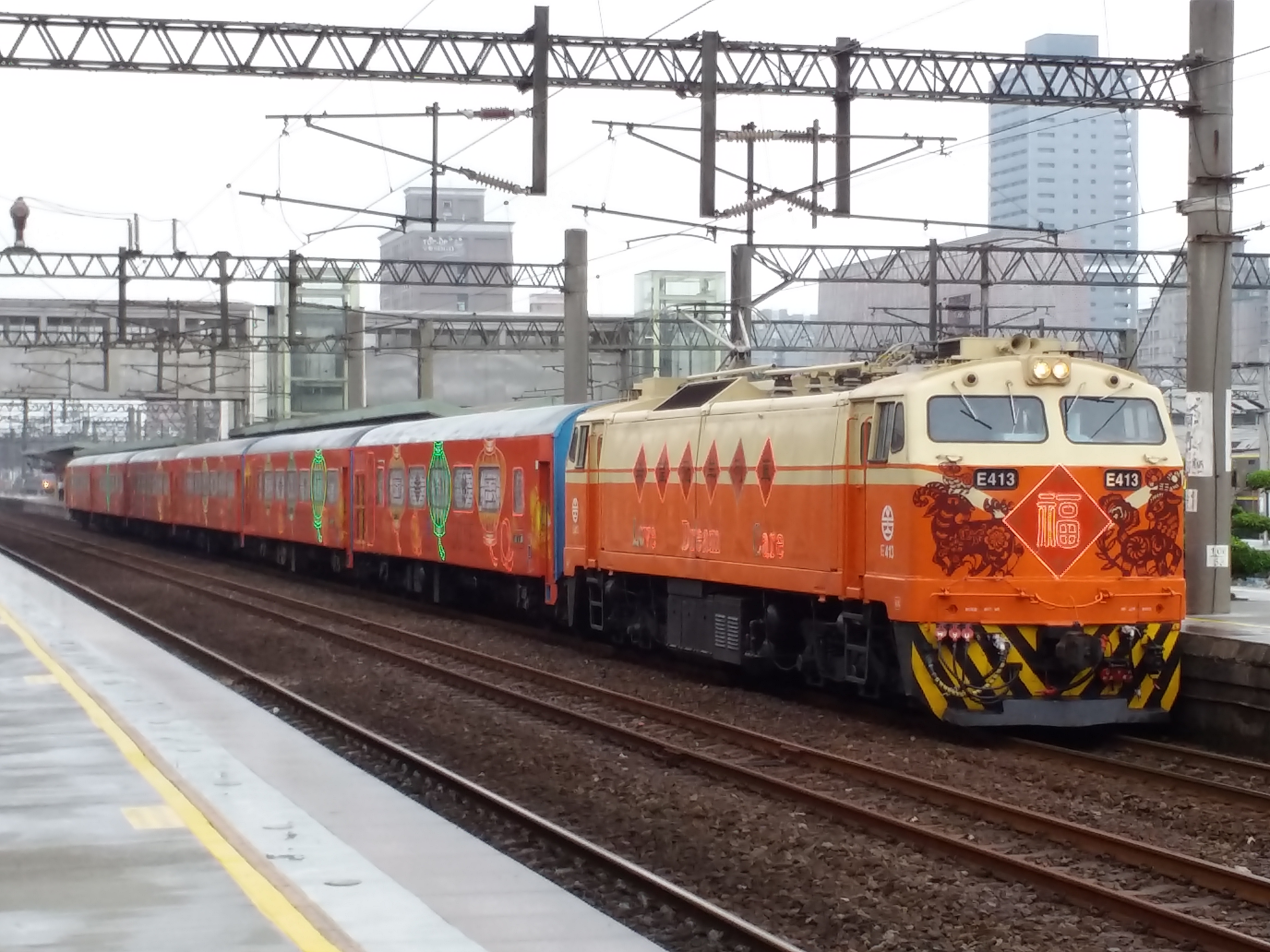
2015年台灣燈會復興號彩繪加班車
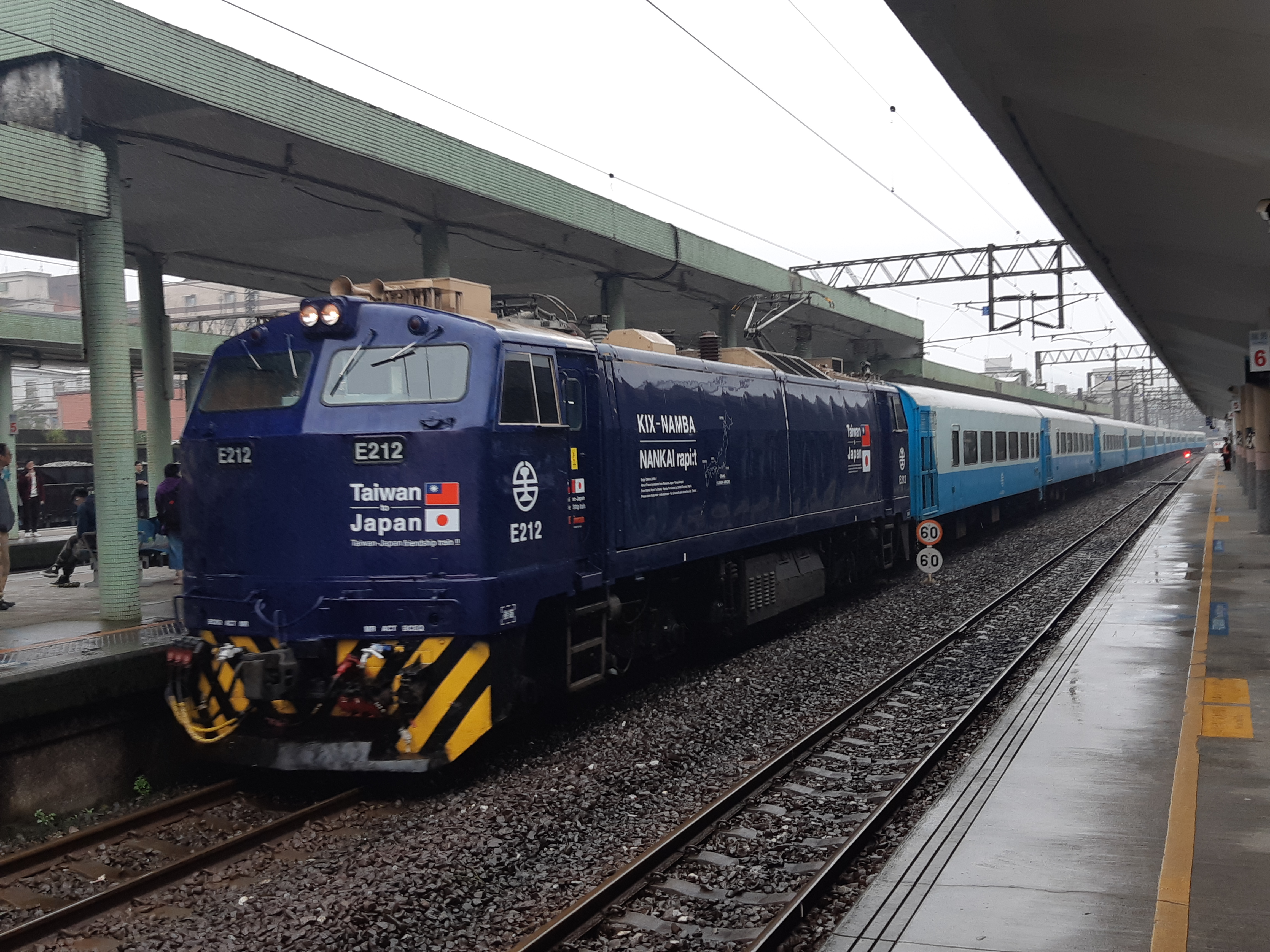
12輛編組行駛的復興號
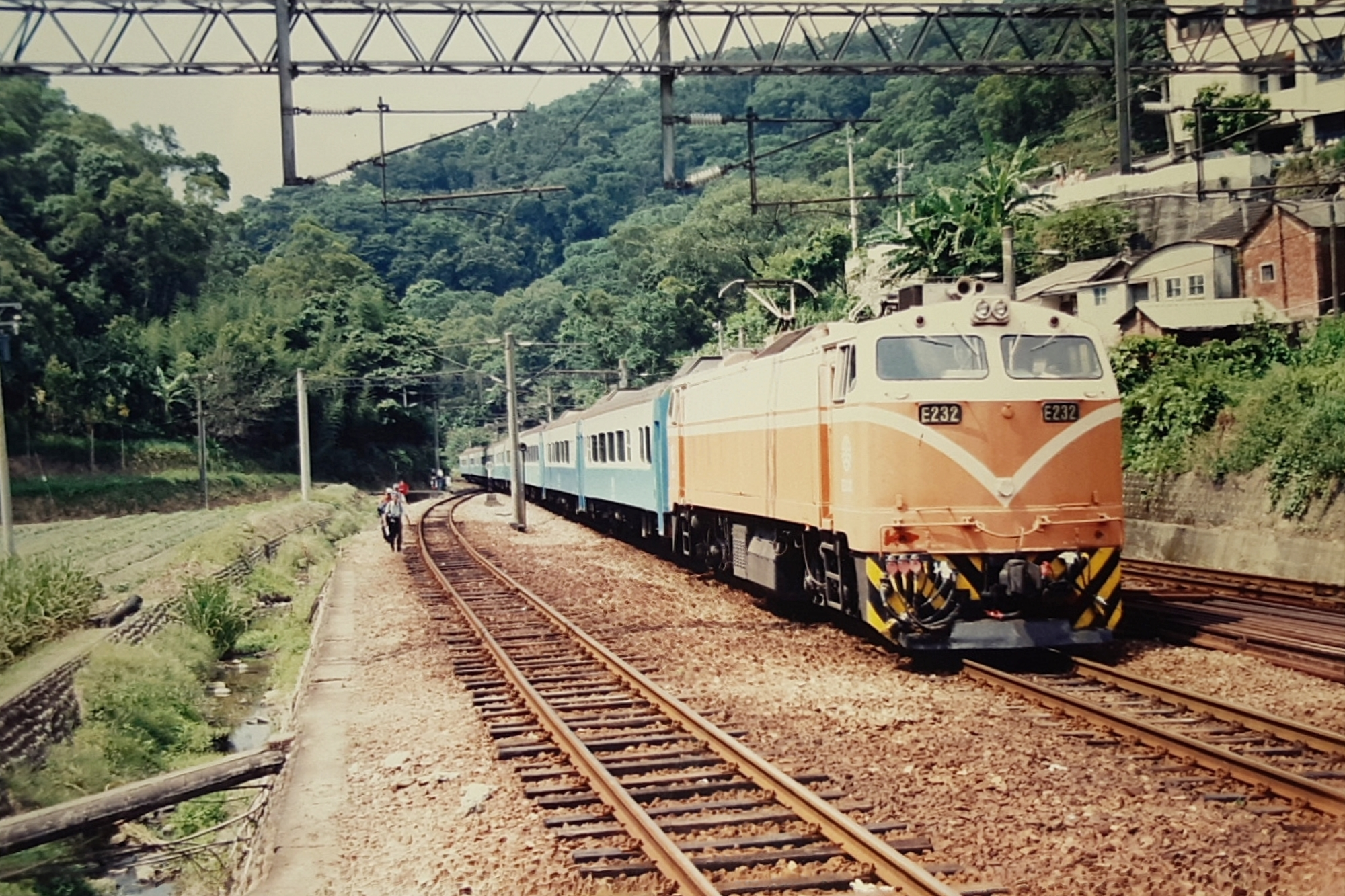
行經舊山線的復興號
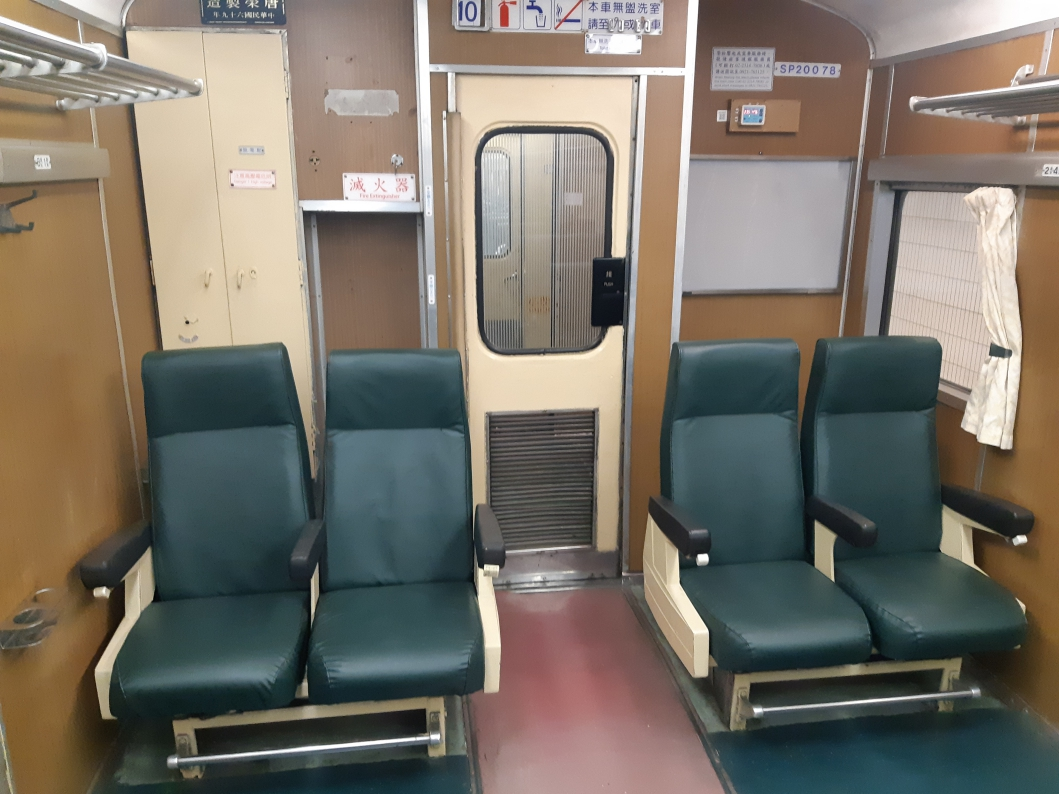
部分復興號車廂未設置廁所，而多設置1排4個座位
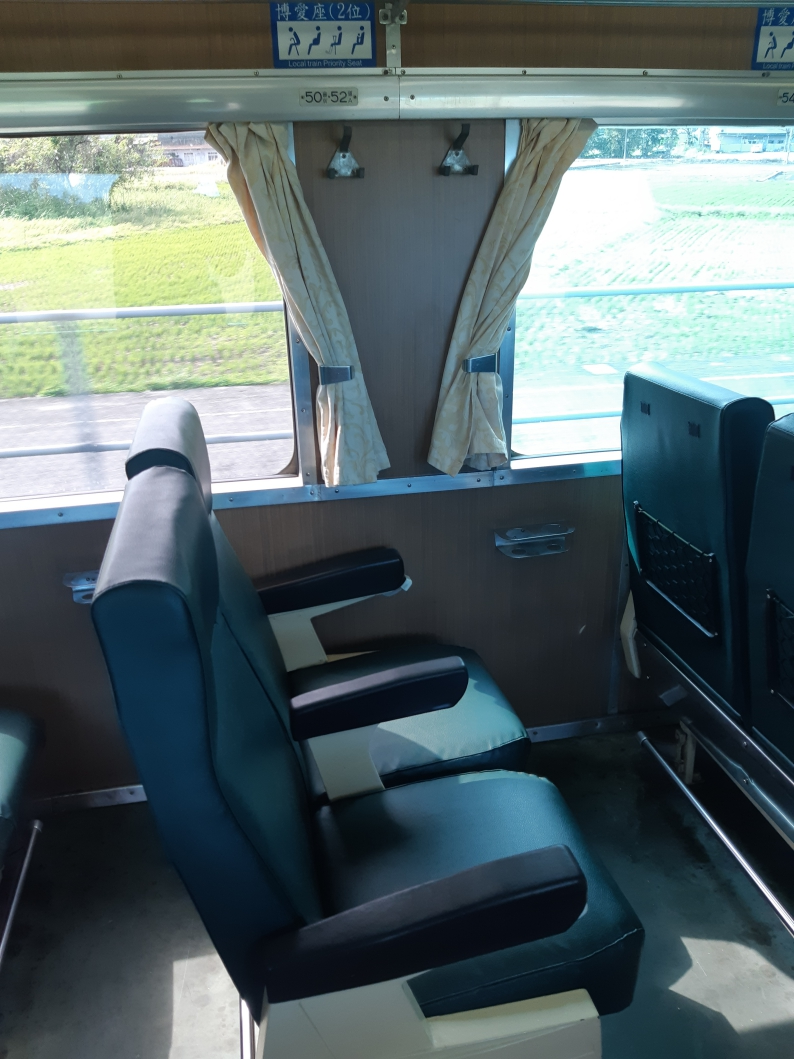
復興號部分靠窗座位會對到柱子
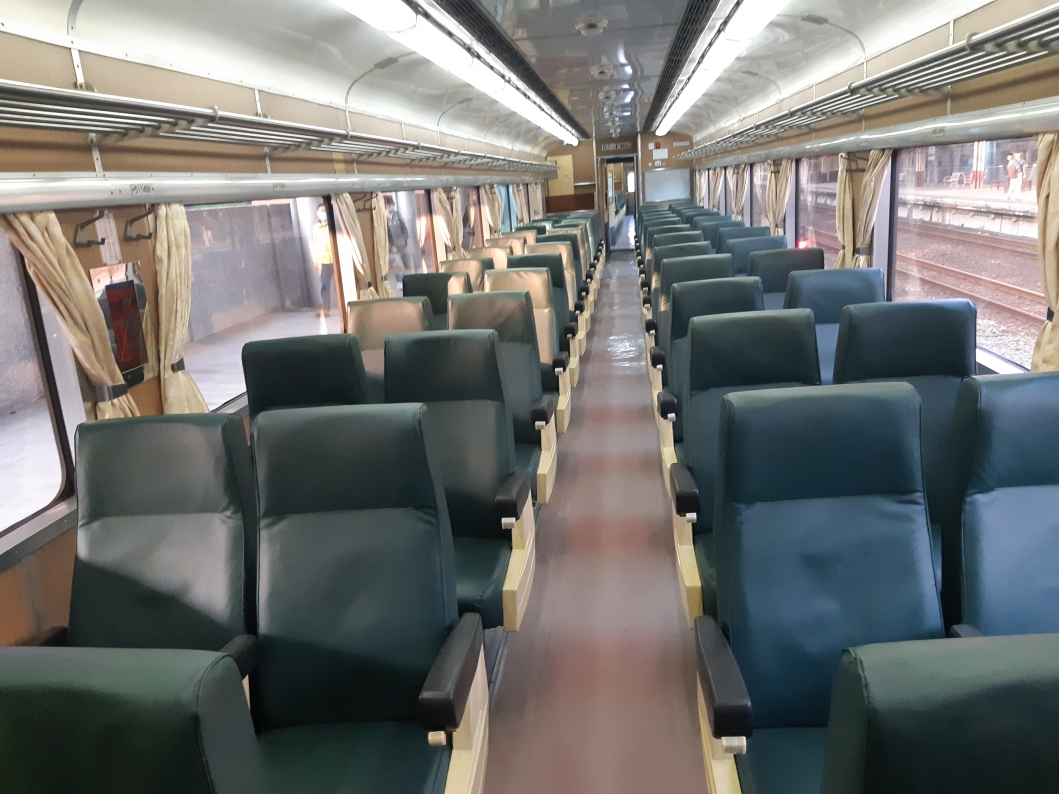
復興號客車內裝
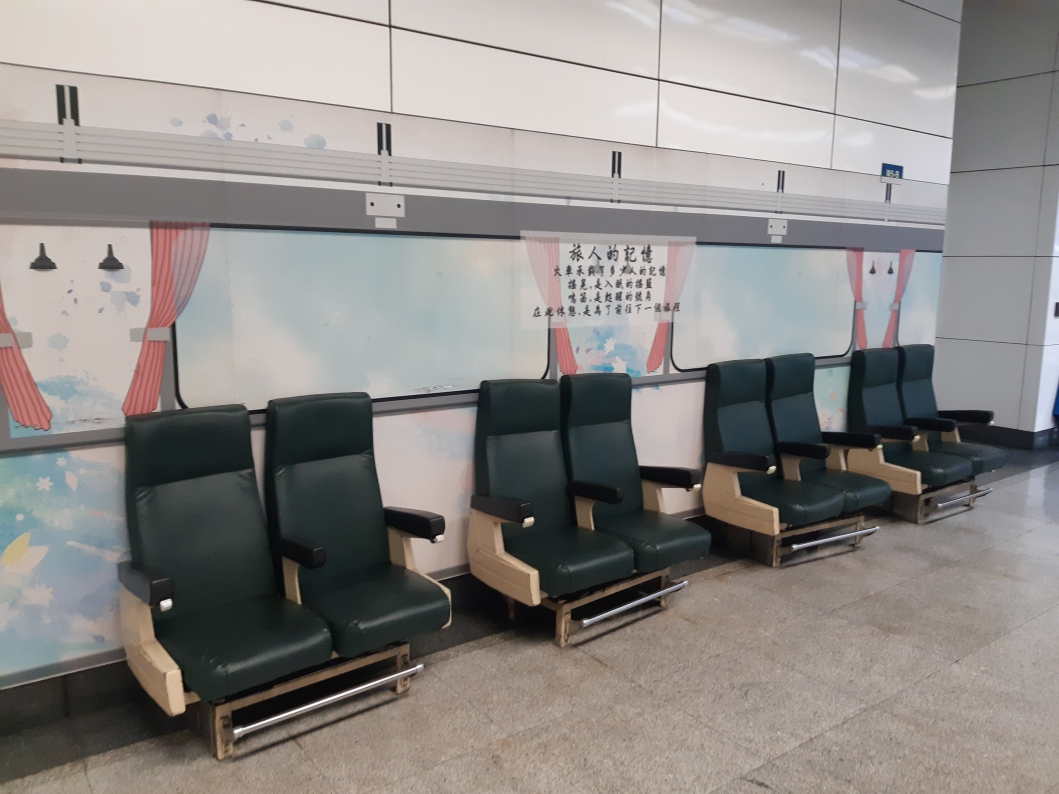
用於松山車站付費區的原復興號座椅

## 備註
復興號（Fu-Hsing Semi Express，縮寫「F.H.」），曾有「莒光特快附掛對號」與「復興特快」的別稱。